# آرسيلور

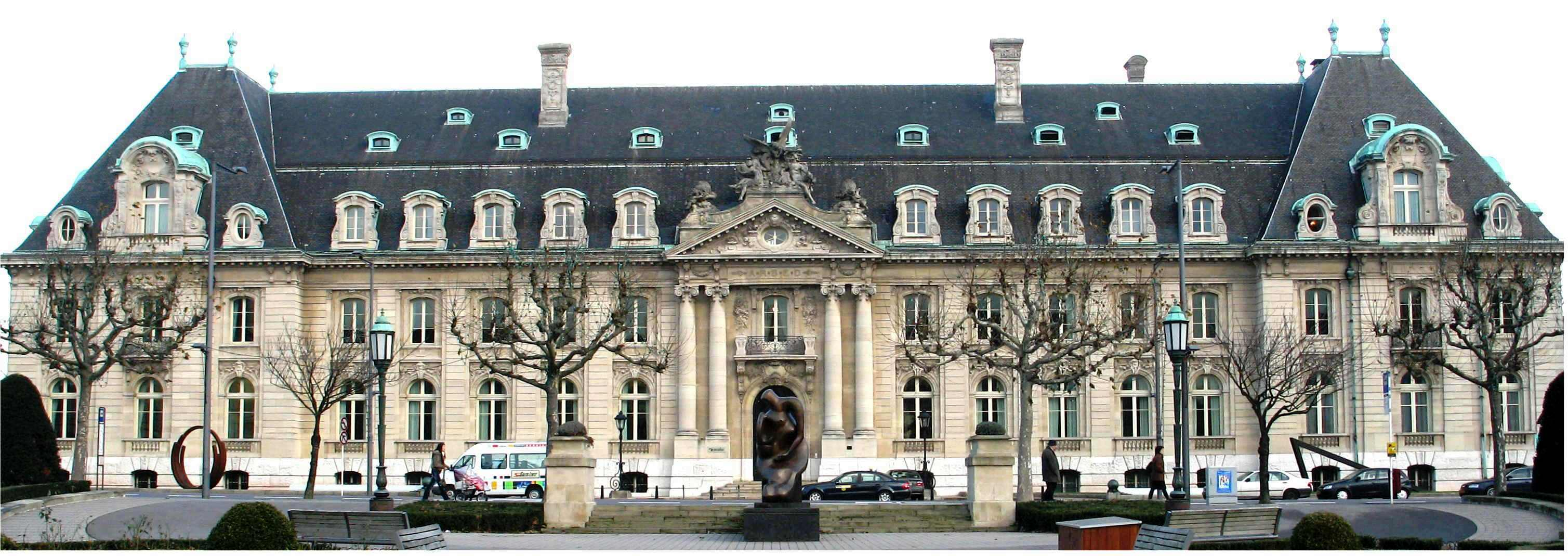
مقر الشركة في لوكسمبورغ

آرسيلور هي شركة أوروبية للحديد والصلب كان يقع مقرها في لوكسمبورغ نشأت إثر اندماج بين اثيلاريا الإسبانية واوسينور الفرنسية وارباد من لوكسمبورغ في 18 فيفري 2002. اختفت هذه الشركة اثر شرائها من شركة ميتال للحديد ب 18.6 مليار يورو في 28 جانفي 2008 لتحل محلها شركة آرسيلور ميتال.
كان يعمل بالشركة حوالي 98000 شخص وكانت منتشرة في ستين بلدا. في سنة 2003 بلغ أرباحها 25.9 مليار يورو وبلغ صافي الربح 257 مليون يورو.